# Хрустальная Турандот

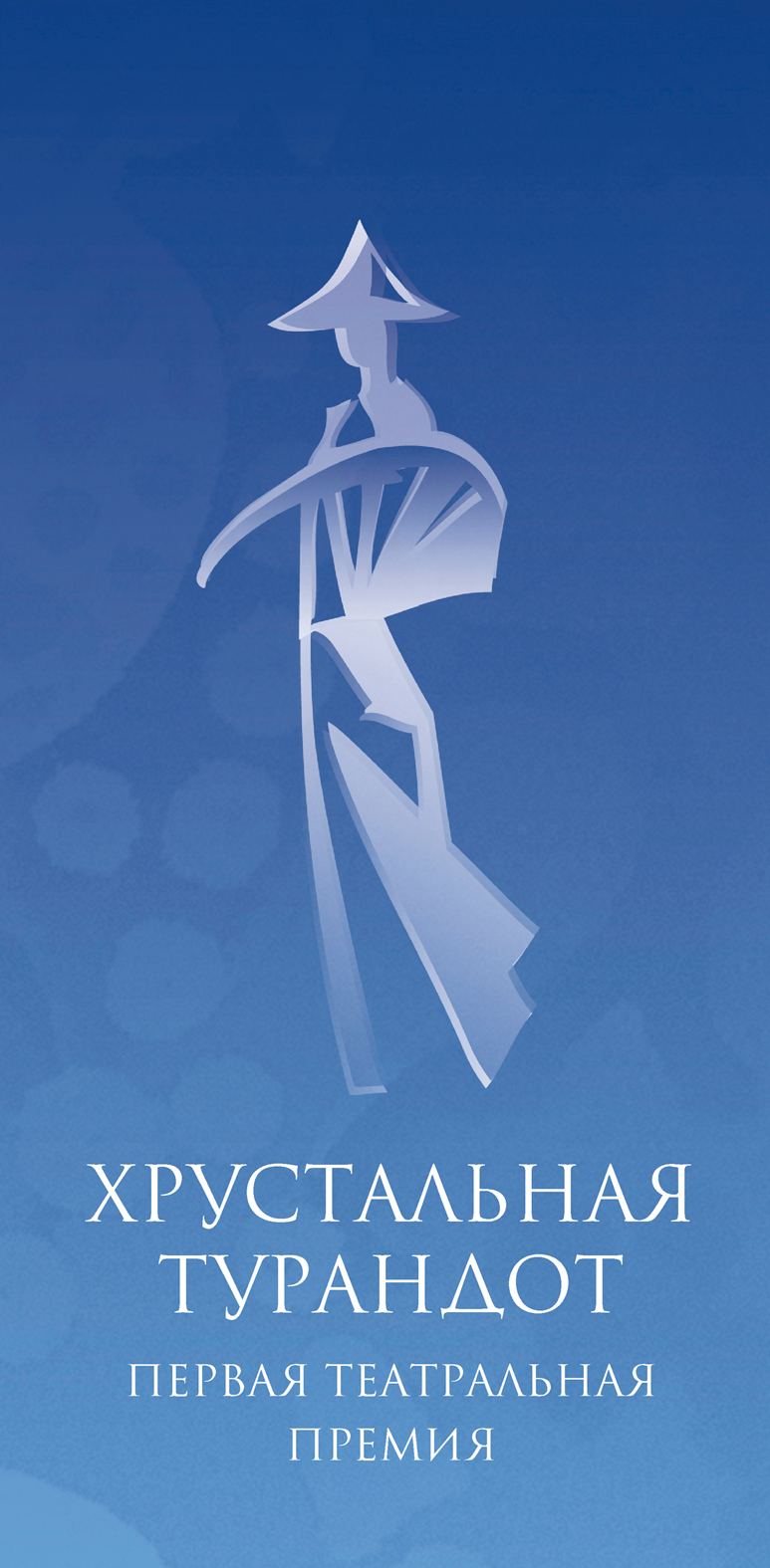

«Хруста́льная Турандо́т» — московская театральная премия, учреждённая в 1991 году продюсером и режиссёром Борисом Беленьким. Первая негосударственная, независимая региональная творческая награда в новой России, которая была задумана как признание зрителей.
Получила имя в честь героини сказки Карло Гоцци — принцессы Турандот.
В жюри приглашаются известные люди, не связанные с театром, — писатели, музыканты, художники. Много лет в его составе были Екатерина Максимова, Пётр Тодоровский, Анатолий Приставкин, Юрий Черниченко, Андрей Макаревич и Борис Беленький.
Награда вручается в номинациях:
- Лучшая женская роль;
- Лучшая мужская роль;
- Лучший дебют;
- Лучшая сценография;
- Лучшая режиссёрская работа;
- Лучший спектакль.

Специальная премия «За честь и достоинство» вручается лауреату с формулировкой «за многолетнее служение театру».
За годы существования премии её лауреатами становились: А. Абдулов, Ю. Борисова, М. Захаров, Г. Горин, Н. Гундарева, И. Чурикова, А. Лазарев, М. Ульянов, О. Ефремов, К. Райкин, О. Табаков, В. Фокин, П. Фоменко, Е. Миронов, И. Кваша, М. Неёлова, В. Этуш и другие.
Первоначально премия носила официальное название «Высшая театральная Премия „Хрустальная Турандот“», с 2009 года — «Первая театральная Премия „Хрустальная Турандот“». В связи с переименованием поменялся и внешний вид главного приза премии.
В честь лауреатов премии проводятся творческие бенефисы под названием «Хрустальный бал Хрустальной Турандот». Уже состоялись бенефисы Юлии Борисовой, Марии Ароновой, Марка Захарова, Александра Ширвиндта, Илзе Лиепа.

## История премии

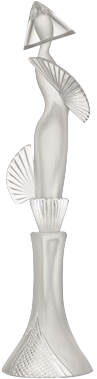
Фигурка Турандот работы Т. Новиковой и Н. Воликовой

В 1991 году Борис Беленький учреждает первую независимую театральную премию России и называет её в честь героини сказки Карло Гоцци, ставшей в России символом театральности.
Первым лауреатом премии стала Народная артистка СССР, актриса Театра имени Вахтангова Юлия Борисова. Церемония вручения состоялась в Колонном зале Дома Союзов.

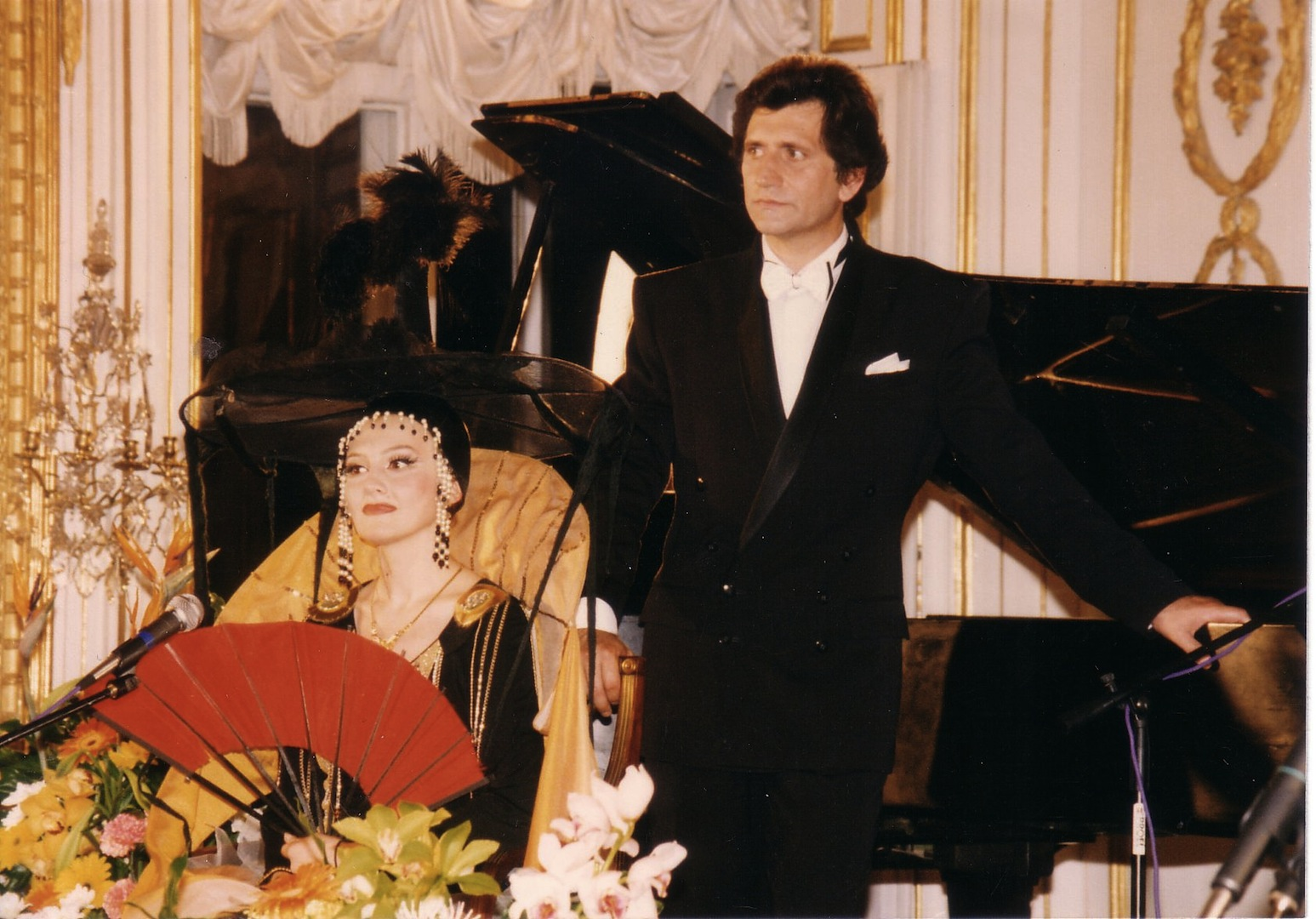
Марина Есипенко и Евгений Князев

В 1992—1994 годах появились новые номинации. Премия вручается в театрализованной форме. Ведут церемонию Марина Есипенко и Евгений Князев. Церемония проходит в Центральном Доме Актёра имени Яблочкиной. В 1994 году в церемонии награждения премией приняли участие студенты ВТУ им. Щукина, в том числе Мария Аронова, Нонна Гришаева, Анна Дубровская.
С 1995 года премия вручалась в музей-усадьбе «Кусково». Место было выбрано не случайно: именно здесь впервые в Москве граф Б. П. Шереметьев создал крепостной театр.
В 1999 году вручение премии была перенесено на ноябрь, поскольку накануне церемонии были разбиты уже готовые призы. Местом проведения стала Государственная Третьяковская галерея в Лаврушинском переулке.
В 2000 году церемонию награждения премией вновь проводили в Кусково.
Вначале лауреатам вручалась хрустальная фигура принцессы Турандот, авторами которой были скульптор А. Цигаль и художник по стеклу Т. Сажин. В 2000 году был создан новый вариант приза. Авторы статуэтки — художники по стеклу Т. Новикова и Н. Воликова.
В 2002 и 2003 годах вручение наград дважды срывалось из-за финансовых проблем организаторов церемонии. После этого премирование столичных театральных деятелей взяло на себя специально созданное некоммерческое партнёрство поддержки искусства и культуры «Хрустальная Турандот», президентом которого стал Борис Беленький.

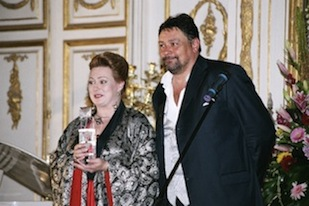
Мария Аронова и Дмитрий Назаров

С 2005 по 2010 годы церемонию награждения премией вела Мария Аронова, в 2005—2009 годы её соведущими становились: Дмитрий Назаров, Александр Адабашьян, Роман Мадянов, Фёдор и Виктор Добронравовы.
В 2007 и 2008 годах премия вручалась в Третьяковской галерее, в 2009 году — в Центре оперного пения Галины Вишневской.
В 2010 году церемония прошла в театре «Новая Опера». Ведущими церемонии стали Мария Аронова и Михаил Полицеймако.
В 2011 году состоялась юбилейная XX церемония вручения премии. Представление проходило в Театре имени Вахтангова. Ведущими вечера были Ольга Прокофьева и Даниил Спиваковский. В юбилейный год организаторы пошли на изменение правил премии и решили вручить награды не по номинациям. Лауреатами премии, по словам организаторов, стали «те, кто бесспорно является театральным достоянием, кого можно назвать путеводными звёздами театрального небосклона».
В 2012 году лауреатов награждали в Театре имени Вахтангова. Вели церемонию Нонна Гришаева и Алексей Колган. Приз за служение театру получили Галина Коновалова и Валентин Гафт, зрители аплодировали им стоя. Ещё раз зал встал, приветствуя актёров театра Петра Фоменко, которые получали приз за «лучшую режиссёрскую работу» своего безвременно ушедшего Мастера.
В 2013 году награждения прошли также в Театре имени Вахтангова. Впервые была вручена премия в новой номинации «Лучший мюзикл», победу одержал мюзикл «Граф Орлов», покоривший московских зрителей невероятной музыкой и масштабностью постановки.
Триумфатором церемонии стал художественный руководитель Театра имени Вахтангова Римас Туминас; его спектакль «Евгений Онегин» признали лучшим в сезоне 2012—2013 годов. «Хрустальную Турандот» режиссёр получил уже в четвертый раз.

## Номинации и лауреаты

### Театральное достояние (20-я юбилейная церемония)

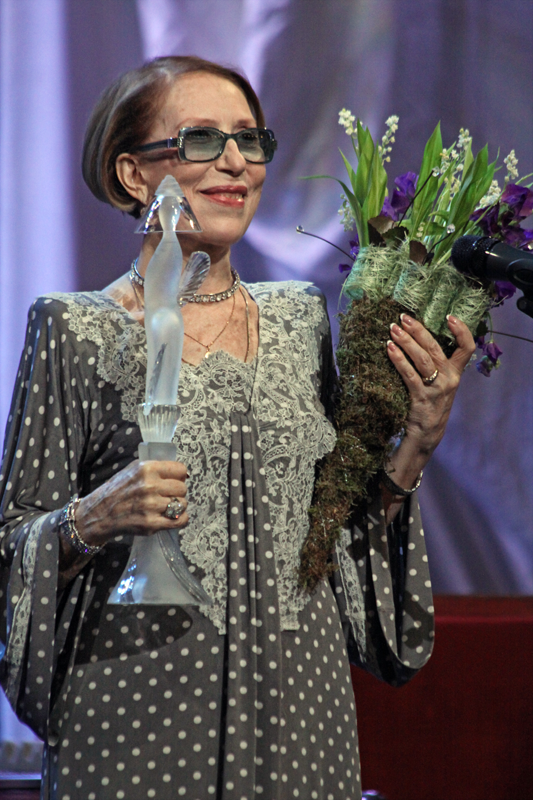
Инна Чурикова

- 2011 — Марк Захаров
- 2011 — Инна Чурикова
- 2011 — Ольга Яковлева
- 2011 — Сергей Бархин
- 2011 — Анатолий Смелянский

### За долголетнее и доблестное служение театру

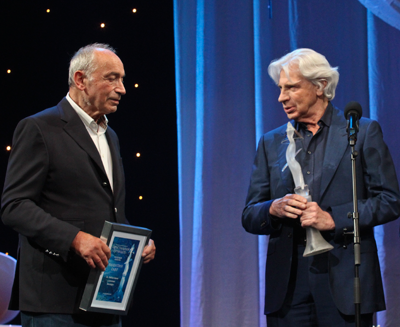
Вручение премии Валентину Гафту

- 1991 — Юлия Борисова
- 1992 — Евгений Евстигнеев
- 1993 — Владимир Этуш
- 1995 — Георгий Жжёнов
- 1996 — Вера Васильева
- 1997 — Олег Ефремов
- 1997 — Михаил Ульянов
- 1998 — Юрий Яковлев
- 1999 — Николай Анненков
- 2000 — Владимир Зельдин
- 2004 — Олег Табаков
- 2005 — Михаил Зайцев
- 2006 — Лев Дуров[8]
- 2007 — Михаил Державин
- 2008 — Борис Мессерер
- 2008 — Игорь Кваша
- 2009 — Александр Ширвиндт
- 2010 — Армен Джигарханян
- 2011 — Олег Табаков
- 2012 — Галина Коновалова
- 2012 — Валентин Гафт
- 2013 — Алла Демидова
- 2014 — Юрий Любимов
- 2015 — Олег Табаков
- 2016 — Елена Камбурова
- 2016 — Василий Лановой
- 2016 — Марк Варшавер[9]
- 2017 — Валерий Шадрин
- 2018 — Станислав Любшин
- 2023 — Рустам Сагдуллаев
- 2024 — Герард Васильев
- 2025 — Алексей Бородин

### Лучшая режиссура

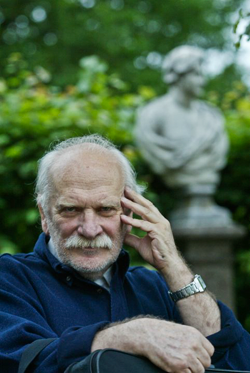
Пётр Фоменко

- 1993 — Марк Розовский — спектакль «Дядя Ваня» А. Чехова, театр «У Никитских ворот», Москва
- 1993 — Пётр Фоменко — спектакль «Без вины виноватые», Театр имени Е. Б. Вахтангова, спектакль «Волки и овцы», РАТИ
- 1994 — Валерий Фокин — спектакль «Нумер в гостинице города NN» по поэме Н. В. Гоголя «Мертвые души», театральный центр имени В. Мейерхольда
- 1995 — Кама Гинкас — спектакль «К. И. из „Преступления“» по мотивам романа Ф. М. Достоевского «Преступление и наказание», МТЮЗ
- 1996 — Пётр Фоменко — спектакль «Пиковая дама», Театр имени Е. Б. Вахтангова
- 1997 — Генриетта Яновская — спектакль «Гроза» по пьесе А. Н. Островского, МТЮЗ

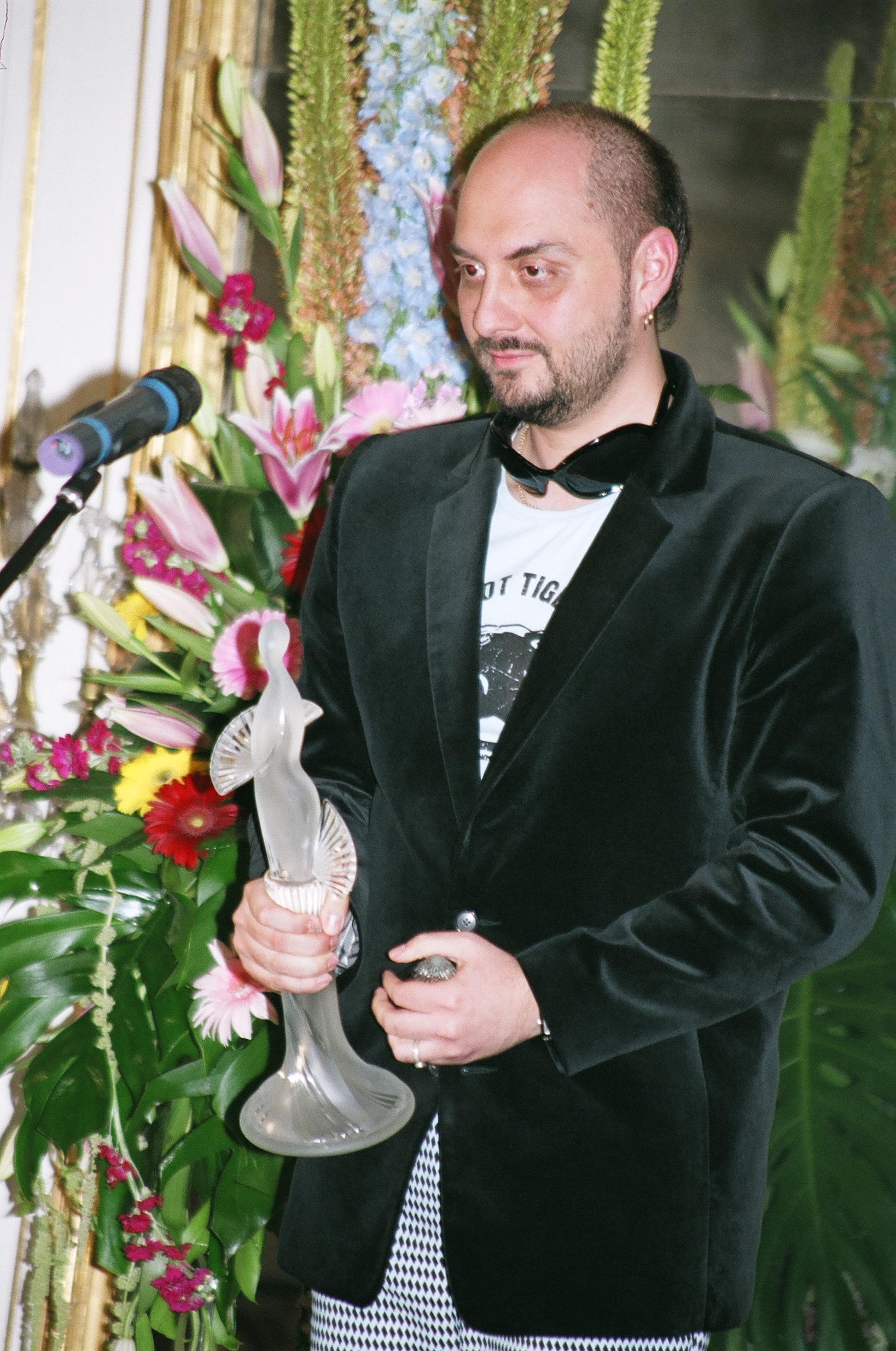
Кирилл Серебренников

- 1998 — Борис Морозов — спектакль по пьесе М. Горького «На дне», ЦТРА
- 1999 — Марк Захаров — спектакль «Мистификация», театр «Ленком»
- 2001 — Кама Гинкас — спектакль «Чёрный монах» А. П. Чехова, МТЮЗ
- 2004 — Кирилл Серебренников — спектакль «Мещане», МХТ им. А. П. Чехова

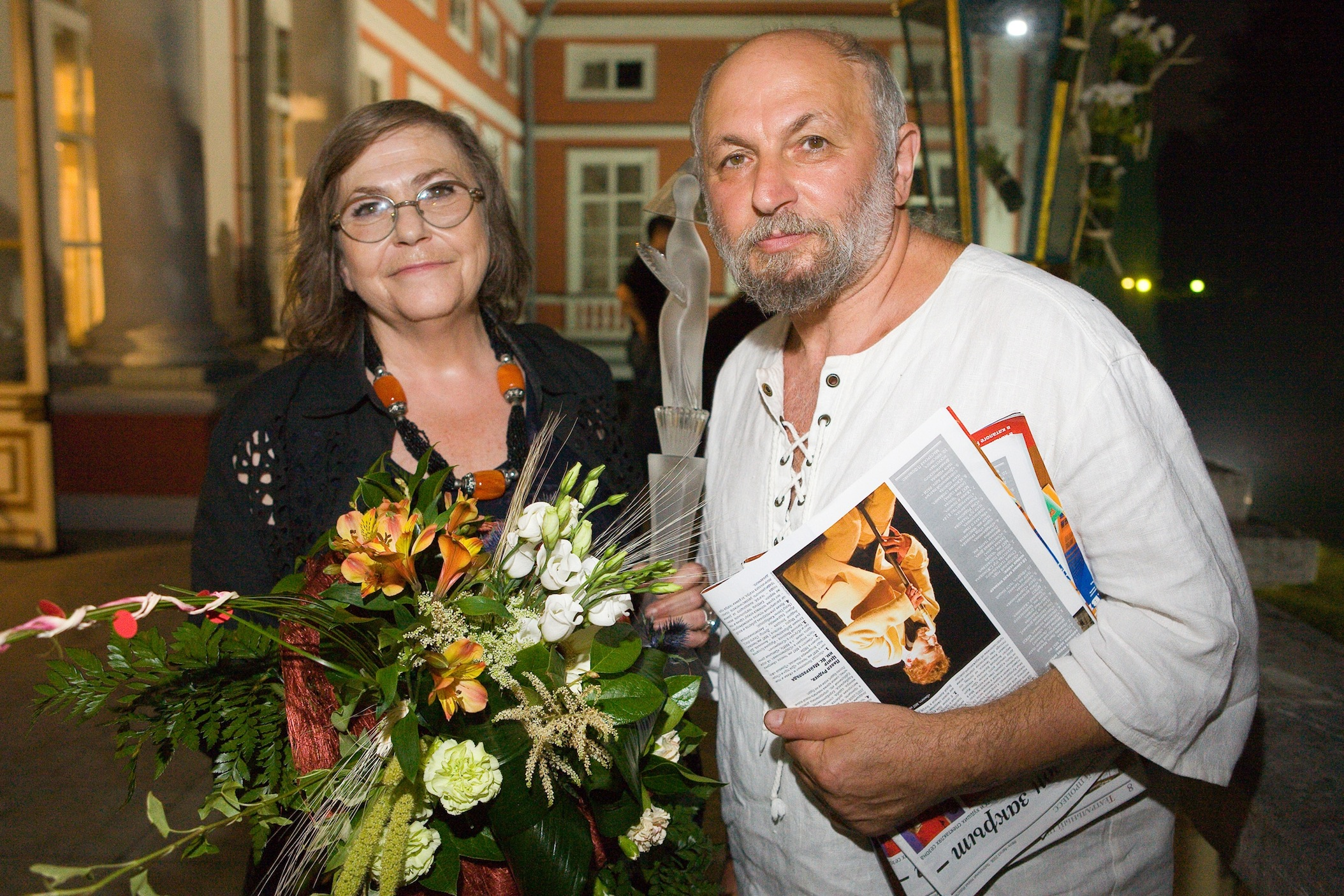
Генриетта Яновская и Кама Гинкас

- 2005 — Сергей Женовач — спектакль «Мальчики», ГИТИС (РАТИ)
- 2006 — Генриетта Яновская — спектакль «Трамвай „Желание“», МТЮЗ[8]
- 2007 — Дмитрий Крымов — спектакль «Демон. Вид сверху», Театр «Школа драматического искусства»[2]
- 2008 — Кама Гинкас — спектакль «Роберто Зукко», МТЮЗ
- 2009 — Иван Поповски — спектакль «Времена… года», театр Елены Камбуровой
- 2009 — Дмитрий Крымов — спектакль «Опус № 7», Школа драматического искусства
- 2012 — Кирилл Пирогов — спектакль «Театральный роман» по М. Булгакову, театр «Мастерская Петра Фоменко»
- 2013 — Юрий Бутусов — спектакль «Добрый человек из Сезуана», Театр им. Пушкина
- 2014 — Кирилл Серебренников — спектакль «Мёртвые души», театр «Гоголь-центр»
- 2015 — Сергей Женовач — спектакль «Самоубийца» по пьесе Н. Р. Эрдмана, театр «Студия театрального искусства»
- 2015 — Алексей Бородин — спектакль «Нюрнберг», РАМТ
- 2016 — Евгений Писарев — спектакль «Дом, который построил Свифт», Театр им. Пушкина
- 2017 — Сергей Женовач — спектакль «Мастер и Маргарита», театр «Студия театрального искусства»[10]
- 2018 — Евгений Писарев — спектакль «Влюблённый Шекспир», Театр имени А. С. Пушкина
- 2019 — Егор Перегудов — спектакль «Один день в Макондо», Студия театрального искусства
- 2021 — Сергей Женовач — спектакль «Заговор чувств», Московский Художественный театр имени А. П. Чехова
- 2024 — Владиславс Наставшевс — спектакль «Повесть о Сонечке», Театр имени Е. Б. Вахтангова
- 2025 — Егор Перегудов — спектакль «Евгений Онегин», Театр им. В. Маяковского.

### Лучший спектакль

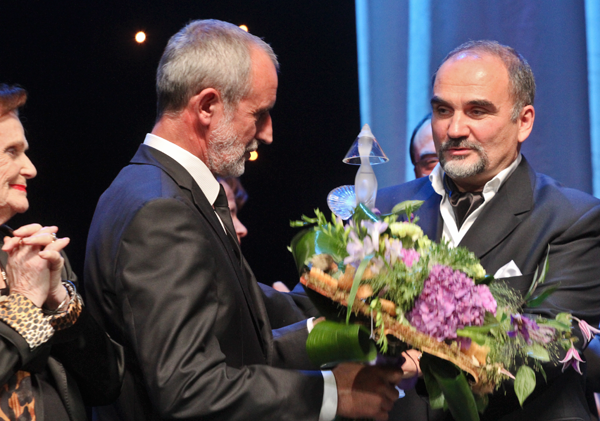
Римас Туминас и Борис Беленький

- 1993 — «Безумный день, или Женитьба Фигаро» — режиссёр М. Захаров, театр «Ленком»
- 1994 — «Жертва века» — режиссёр А. А. Гончаров, Театр имени Вл. Маяковского
- 1995 — «Превращение» — режиссёр В. Фокин, театр «Сатирикон»
- 1995 — «Смертельный номер» — режиссёр В. Машков, Театр Олега Табакова
- 1996 — «Королевские игры» — режиссёр М. Захаров, театр «Ленком»
- 1997 — «Варвар и еретик» — режиссёр М. Захаров, театр «Ленком»
- 1998 — «Ещё Ван Гог…» — постановка и композиция В. Фокин, Театр Олега Табакова[11]
- 1999 — «Мистификация» — режиссёр М. Захаров, театр «Ленком»
- 2001 — «Шут Балакирев» — режиссёр М. Захаров, театр «Ленком»
- 2004 — «Когда я умирала» — режиссёр М. Карбаускис, Театр Олега Табакова
- 2005 — «Лес» — режиссёр К. Серебренников, МХТ им. А. П. Чехова
- 2006 — «Рассказ о семи повешенных» — режиссёр М. Карбаускис, Театр Олега Табакова
- 2007 — «Самое важное» — режиссёр Е. Каменькович, театр «Мастерская Петра Фоменко»[2]
- 2008 — «Берег утопии» по пьесе Т. Стоппарда — режиссёр А. Бородин, РАМТ[3]
- 2008 — «Конёк-горбунок» — Братья Пресняковы по мотивам П. Ершова, МХТ им. А. П. Чехова[3]
- 2009 — «Рассказы Шукшина» — режиссёр Алвис Херманис, театр Наций
- 2010 — «Дядя Ваня» — режиссёр Римас Туминас, Театр имени Е. Б. Вахтангова
- 2012 — «Пристань» — режиссёр Римас Туминас, Театр имени Е. Б. Вахтангова
- 2013 — «Евгений Онегин» — режиссёр Римас Туминас, Театр имени Е. Б. Вахтангова
- 2014 — «Леди Макбет нашего уезда» — режиссёр Кама Гинкас, МТЮЗ
- 2015 — «Вальпургиева ночь» — режиссёр М. Захаров, театр Ленком
- 2016 — «Плешивый амур» — режиссёр Генриетта Яновская, МТЮЗ
- 2017 — «Царь Эдип» — режиссёр Римас Туминас, Театр имени Е. Б. Вахтангова
- 2018 — «Безприданница» — режиссёр Дмитрий Крымов, Школа драматического искусства
- 2019 — «Рыцарь пламенеющего пестика» — режиссёр Деклан Доннеллан, Московский драматический театр имени А. С. Пушкина
- 2021 — «Моцарт. «Дон Жуан». Генеральная репетиция» — режиссёр Дмитрий Крымов, Мастерская Петра Фоменко
- 2022 — «Горбачёв» — режиссёр Алвис Хермансис, Театр наций
- 2023 — «Генерал и его семья» — режиссёр Светлана Замлякова, Театр имени Е. Б. Вахтангова
- 2024 — «Космос» — режиссёр Игорь Теплов, Московский драматический театр имени А. С. Пушкина
- 2025 — «Солнце Ландау», режиссёр Анатолий Шульев, Театр имени Е. Б. Вахтангова.
- 2025 — «Тартюф», режиссёр Евгений Писарев, Театр наций.

### Лучшая сценография
- 1995 — Александр Боровский — спектакль «Смертельный номер», Театр Олега Табакова
- 1996 — Станислав Морозов — спектакль «Пиковая дама», Театр имени Е. Б. Вахтангова
- 1997 — Олег Шейнцис — спектакль «Варвар и еретик» (по роману Ф. М. Достоевского «Игрок»), театр «Ленком»
- 1999 — Сергей Бархин — спектакль «Татьяна Репина», МТЮЗ
- 2001 — Олег Шейнцис спектакль «Шут Балакирев», театр «Ленком»
- 2004 — Александр Шишкин — спектакль «Ричард III», театр «Сатирикон»
- 2005 — Николай Симонов — спектакль «Лес», МХТ им. А. П. Чехова
- 2006 — Давид Боровский — спектакль «Затмение», театр «Ленком»
- 2007 — Алла Коженкова — «Дракон», Театриум на Серпуховке
- 2008 — Зиновий Марголин — спектакль «Конёк-Горбунок», МХТ имени А. П. Чехова
- 2009 — Иван Поповски — спектакль «Времена… года», театр Елены Камбуровой
- 2010 — Сергей Бархин — спектакль «Медея», МТЮЗ
- 2012 — Мария Трегубова — спектакль «Горки-10», Лаборатория Дмитрия Крымова
- 2013 — Адомас Яцовскис — спектакль «Евгений Онегин», Театр имени Е. Б. Вахтангова
- 2014 — Мария Митрофанова — спектакль «Гиганты горы», театр «Мастерская Петра Фоменко»
- 2016 — Сергей Бархин — спектакль «Плешивый амур», МТЮЗ
- 2017 — Виктория Севрюкова — спектакль «Аудиенция», Театр Наций
- 2018 — Александр Боровский — спектакль «Заповедник», Студия театрального искусства
- 2019 — Александр Боровский — спектакль «Бег», МХТ имени А. П. Чехова
- 2023 — Александр Боровский — спектакль «Лабардан-с», Студия театрального искусства
- 2024 — Максим Обрезков — спектакль «Повести Пушкина», Театр имени Е. Б. Вахтангова
- 2024 — Владимир Арефьев — спектакль «Лес», Московский академический театр имени Владимира Маяковского

### Лучшая женская роль

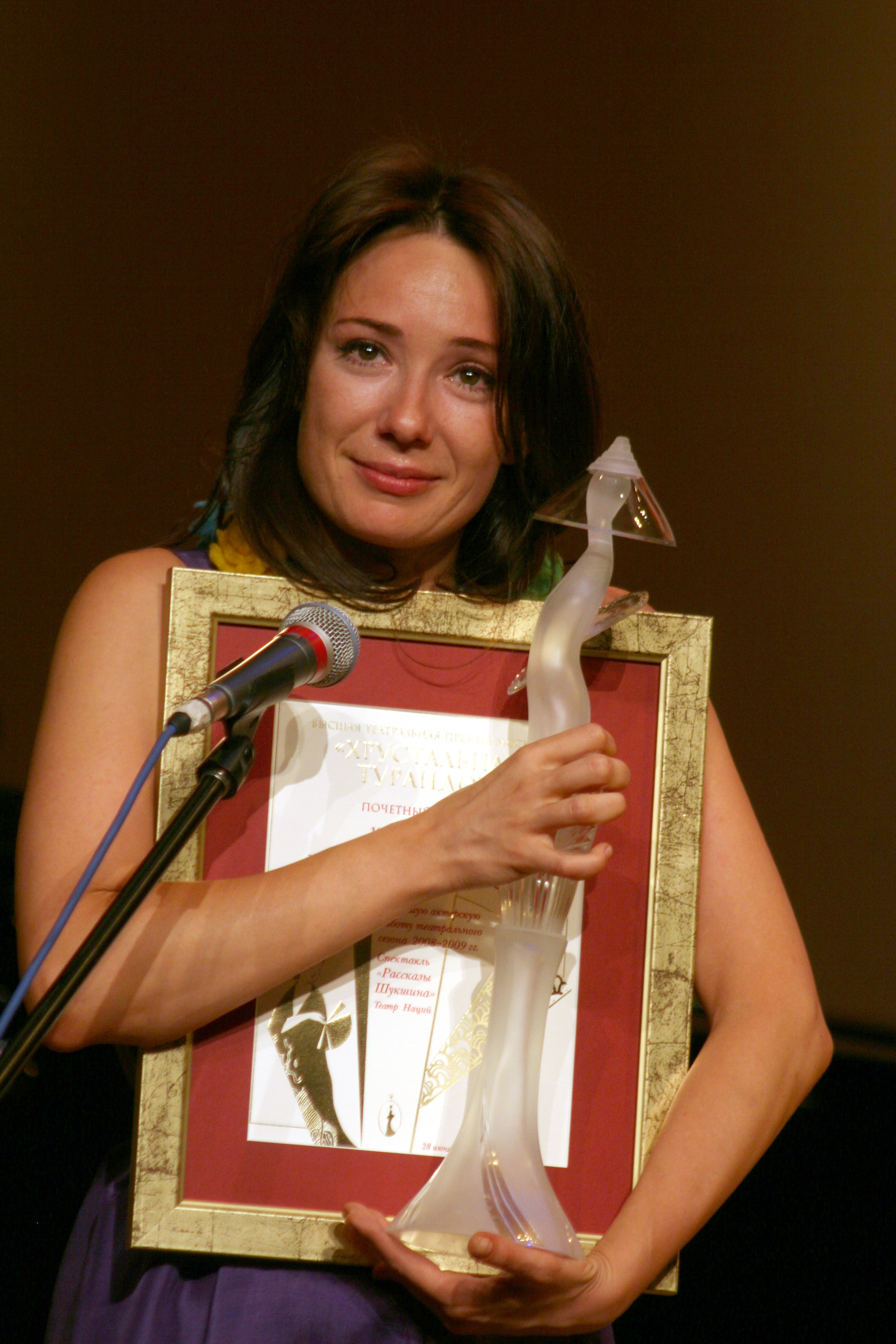
Чулпан Хаматова

- 1993 — Ольга Яковлева — Жозефина в спектакле «Наполеон I», Театр им. Вл. Маяковского, Москва
- 1993 — Евгения Глушенко — Матрёна в спектакле «Горячее сердце», Малый театр, Москва
- 1994 — Екатерина Васильева — Клитемнестра в спектакле «Орестея», Театр Российской армии, Москва
- 1995 — Инна Чурикова — Аркадина в спектакле «Чайка», театр «Ленком»
- 1996 — Наталья Гундарева — (Марья Петровна Огнева в спектакле «Театральный романс», Театр имени Вл. Маяковского, Москва
- 1997 — Инна Чурикова — Антонида Васильевна в спектакле «Варвар и еретик», театр «Ленком», Москва
- 1998 — Марина Неёлова — Раневская в спектакле «Вишнёвый сад», театр «Современник», Москва
- 1999 — Ия Саввина — Софья Ивановна, в спектакле «Рождественские грёзы», МХТ имени А. П. Чехова, Москва
- 2001 — Александра Захарова — Екатерина Алексеевна в спектакле «Шут Балакирев», театр «Ленком», Москва
- 2004 — Евгения Симонова — Очень старая женщина в спектакле «Три высокие женщины», Театр имени Вл. Маяковского, театр ГИТИС, Москва
- 2005 — Ксения Кутепова — Ирина в спектакле «Три сестры», театр «Мастерская Петра Фоменко», Москва
- 2005 — Полина Кутепова — Маша в спектакле «Три сестры», театр «Мастерская Петра Фоменко», Москва
- 2005 — Галина Тюнина — Ольга в спектакле «Три сестры», театр «Мастерская Петра Фоменко», Москва
- 2006 — Вера Алентова — Винни в спектакле «Счастливые дни», Московский драматический театр имени А. С. Пушкина, Москва[8]
- 2007 — Алла Казанская — Мэг Фолан в спектакле «Королева красоты», Театр имени Е. Б. Вахтангова, Москва
- 2007 — Ирина Пегова — Москва Честнова в спектакле «Рассказ о счастливой Москве», Театр Олега Табакова, Москва
- 2008 — Александра Захарова — Агафья Тихоновна в спектакле «Женитьба», театр Ленком
- 2009 — Чулпан Хаматова — спектакль «Рассказы В. Шукшина», «Театр наций»
- 2010 — Юлия Пересильд — Геля в спектакле «Варшавская мелодия», Театр на Малой Бронной
- 2012 — Юлия Рутберг — Медея в спектакле «Медея», Театр имени Е. Б. Вахтангова
- 2013 — Ольга Прокофьева — Мария Москалева в спектакле «Дядюшкин сон», Театр имени Маяковского
- 2013 — Александра Урсуляк — Шен Те и Шуи Та в спектакле «Добрый человек из Сезуана», Московский драматический театр имени А. С. Пушкина
- 2014 — Елизавета Боярская — Катерина Львовна в спектакле «Леди Макбет нашего уезда», МТЮЗ
- 2015 — Мария Миронова — Марина Мнишек, Царица, вдовы прежнего царя Феодора, сестра Бориса Годунова в спектакле «Борис Годунов», театр «Ленком»
- 2016 — Евгения Крегжде — Катерина в спектакле «Гроза», Театр имени Е. Б. Вахтангова
- 2017 — Инна Чурикова — Королева Елизавета II в спектакле «Аудиенция», Театр Наций
- 2018 — Мария Смольникова — Лариса Огудалова в спектакле «Безприданница», театр Школа драматического искусства
- 2019 — Галина Тюнина — Аркадина в спектакле «Чайка», театр «Мастерская Петра Фоменко», Москва
- 2021 — Олеся Железняк — Голда в «Поминальной молитве» «театра Ленком Марка Захарова», Москва
- 2024 — Виктория Исакова — Татьяна в спектакле «Космос», Театр имени Пушкина, Москва

### Лучшая мужская роль

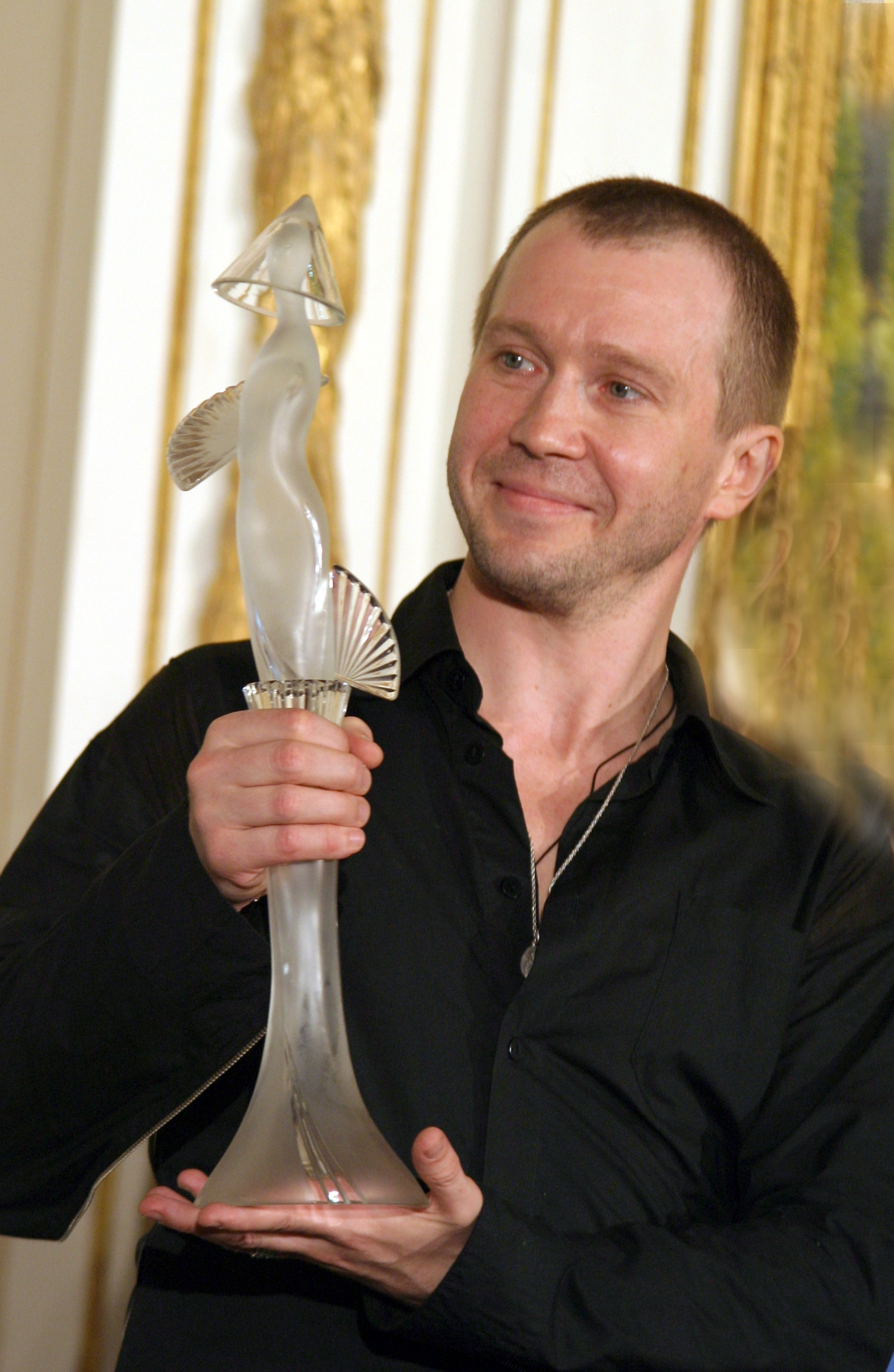
Евгений Миронов

- 1993 — Олег Вавилов — Несчасливцев, в спектакле «Лес», театр на Малой Бронной
- 1994 — Константин Райкин — Брюно в спектакле «Великолепный рогоносец», театр «Сатирикон»
- 1995 — Александр Лазарев (старший) — Эдмунд Кин в спектакле «Кин IV» по пьесе Г. Горина, Театр имени Вл. Маяковского
- 1996 — Александр Лазарев (младший) — Генрих VIII в спектакле «Королевские игры» по пьесе Г. Горина, театр «Ленком»
- 1997 — Александр Абдулов — Алексей Иванович в спектакле «Варвар и еретик», театр «Ленком»
- 1998 — Дмитрий Назаров — Сатин в спектакле «На дне», Театр Российской армии
- 1999 — Олег Табаков — Иван Жуков в спектакле «Комната смеха», Театр Олега Табакова
- 2001 — Евгений Миронов — Ж. Пигден в спектакле «№ 13» по пьесе Р. Куни, МХТ имени А. П. Чехова
- 2004 — Константин Райкин — Ричард III в спектакле «Ричард III», «Сатирикон»
- 2005 — Владимир Зельдин — Дон Кихот в спектакле «Человек из Ламанчи», Театр Российской армии
- 2006 — Евгений Миронов — Порфирий (Иудушка) Головлёв в спектакле «Господа Головлёвы», МХТ им. Чехова
- 2007 — Роман Мадянов — Калина в спектакле «Куба — любовь моя», Театр имени К. С. Станиславского
- 2009 — Евгений Миронов — спектакль «Рассказы Шукшина», «Театр наций»
- 2010 — Сергей Маковецкий — Войницкий в спектакле «Дядя Ваня» Театр имени Е. Б. Вахтангова
- 2010 — Михаил Филиппов — Николай Степанович в спектакле «Тайные записки тайного советника», театр «Эрмитаж»
- 2012 — Кирилл Пирогов — Максудов в спектакле «Театральный роман» по М. Булгакову, театр «Мастерская Петра Фоменко»
- 2013 — Алексей Вертков — Веничка в спектакле «Москва-Петушки», театр «Студия театрального искусства»
- 2014 — Евгений Миронов — все роли в спектакле «Гамлет | Коллаж», «Театр наций»
- 2015 — Олег Табаков — Ювелир в спектакле «Юбилей ювелира», МХТ имени А. П. Чехова
- 2015 — Игорь Миркурбанов — Веничка Ерофеев в спектакле «Вальпургиева ночь», театр «Ленком»
- 2016 — Владимир Симонов — Минетти в спектакле «Минетти», Театр имени Е. Б. Вахтангова[12]
- 2017 — Виктор Раков — Комяга в спектакле «День опричника», театр «Ленком»
- 2018 — Сергей Степанченко — Фальстаф в спектакле «Фальстаф и Принц Уэльский», театр «Ленком»
- 2019 — Владимир Машков — Абрам Шварц в спектакле «Матросская тишина», Театр Олега Табакова
- 2021 — Владислав Миллер — Хлестаков в спектакле «Ревизор», Театр Олега Табакова
- 2023 — Александр Олешко — Павел I в спектакле «Павел I», Театр имени Е. Б. Вахтангова
- 2025 — Антон Шагин — Гамлет, театр «Ленком».
- 2025 — Павел Попов — Лев Ландау в спектакле «Солнце Ландау», Театр имени Е. Б. Вахтангова.

### Лучший дебютант
- 1994 — Наталья Вдовина — Стелла в спектакле «Великолепный рогоносец», театр «Сатирикон»
- 1996 — Амалия Мордвинова — Анна Болейн в спектакле «Королевские игры», театр «Ленком»
- 1997 — Юлия Свежакова — Катерина в спектакле «Гроза» А. Н. Островского, МТЮЗ
- 1998 — Мария Аронова — Проня в спектакле «За двумя зайцами», Театр имени Е. Б. Вахтангова
- 2001 — Илзе Лиепа — Мария Стюарт в спектакле «Ваша сестра и пленница», театр «МодернЪ»
- 2001 — Сергей Фролов — Иван Балакирев в спектакле «Шут Балакирев», театр «Ленком»
- 2005 — Пётр Кислов — Валя в спектакле «Изображая жертву», МХТ имени А. П. Чехова
- 2006 — Сергей Лазарев — Макс в спектакле «Одолжите тенора!», театр имени А. С. Пушкина[8]
- 2007 — Алексей Черных — Доктор Поляков в спектакле «Морфий», Театр Еt сеtera[2]
- 2008 — «Шведская спичка» — автор и постановщик Н. Гриншпун, «Театр наций»[3]
- 2009 — Роза Шмуклер — спектакль «Улисс», театр «Мастерская Петра Фоменко»
- 2010 — Мария Бердинских — Соня в спектакле «Дядя Ваня» Театр имени Е. Б. Вахтангова
- 2010 — Сэсэг Хапсасова — Джульетта в спектакле «Ромео и Джульетта», «Театр наций»
- 2012 — Ольга Лерман — Анна в спектакле «Анна Каренина», Театр имени Е. Б. Вахтангова
- 2013 — Анна Дворжецкая — Констанция в спектакле «Мушкетёры», «РАМТ»
- 2014 — Максим Керин — Чарли в спектакле «Цветы для Элджернона», «РАМТ»
- 2019 — Дарья Антонюк — Элиза Дулиттл в спектакле «Моя прекрасная леди», Театр Олега Табакова
- 2023 — Полина Рафеева — Анечка в спектакле «Генерал и его семья» и Гелена в спектакле «Варшавская мелодия», Театр имени Е. Б. Вахтангова
- 2025 — Варвара Бочкова — Татьяна Ларина в спектакле «Евгений Онегин» в Театре им. В. Маяковского.

### Лучший мюзикл
- 2013 — «Граф Орлов»

### Лучшему пришельцу за вклад в московское театральное искусство
(Вручается с 2001 года)
- 2001 — Деклан Доннеллан/Declan Donnellan — спектакль «Борис Годунов» А. С. Пушкина
- 2001 — Богдан Ступка — Афанасий Иванович в спектакле «Старосветская любовь» по пьесе Н. Коляды
- 2006 — Александр Морфов — спектакль «Затмение», театр «Ленком»[8]

### Специальные призы разных лет

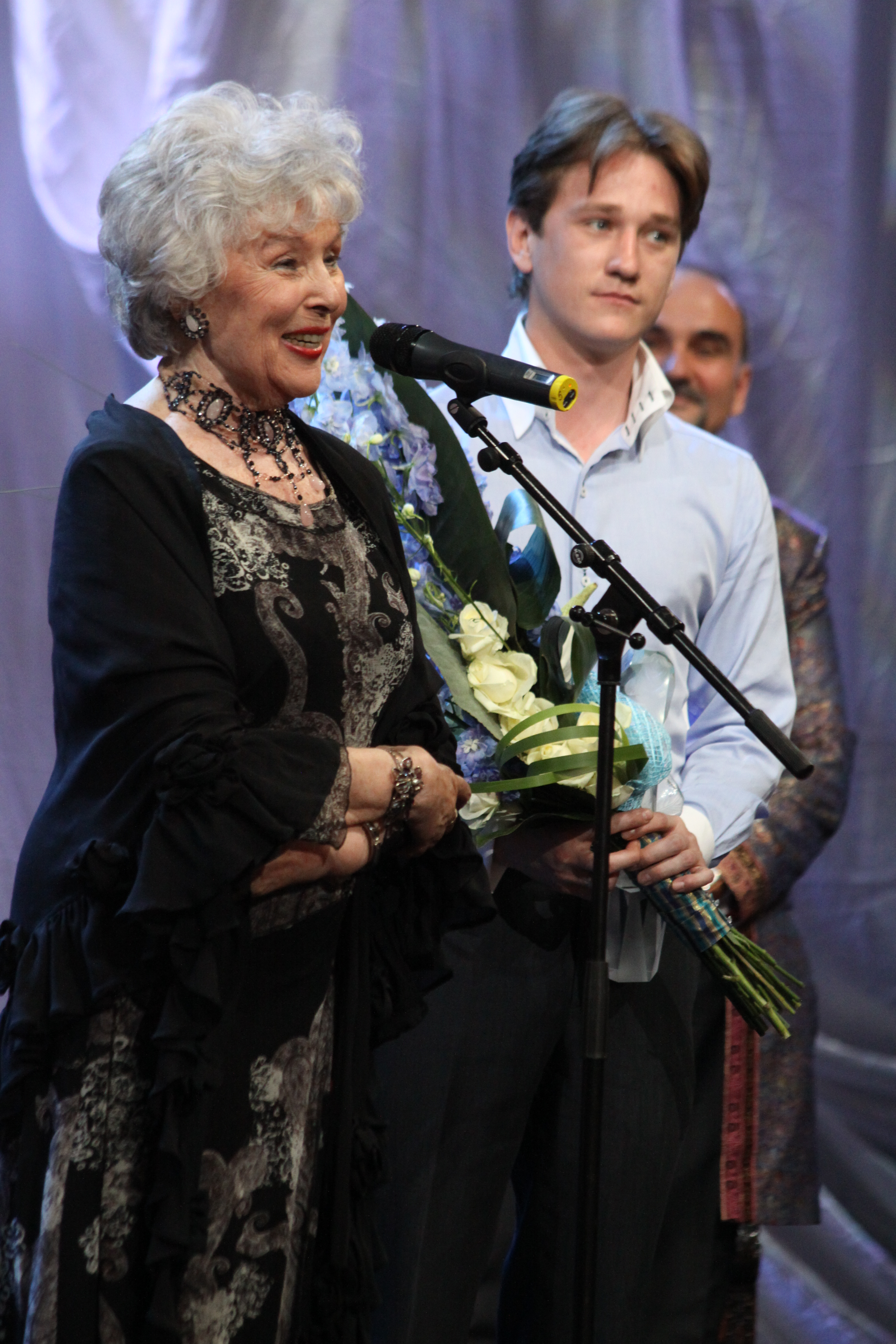
Вера Васильева вручает приз Антону Шагину

- 1995 — Григорий Горин (1940—2000) — Лучшая современная пьеса
- 2001 — Владимир Машков — «Хрустальная стрела» — «За прорыв»
- 2005 — Николай Караченцов — приз «Хрустальная роза» за вклад в театральное искусство
- 2005 — Московский театр «Ленком» — приз «За вклад в театральное искусство России»
- 2008 — Театр Простодушных (художественный руководитель, актёр и режиссёр Игорь Неупокоев) — приз «Хрустальный росток» за подвижничество в искусстве
- 2009 — Семён Фарада и Мария Полицеймако — приз «Хрустальное сердце»
- 2011 — Антон Шагин — приз «Хрустальная роза» за роль Пера Гюнта в спектакле «Пер Гюнт», театр «Ленком»[6]
- 2015 — Спектакль «Тишина за Рогожской заставою» Московского театра музыки и поэзии Елены Камбуровой — приз за лучшее музыкальное оформление спектакля
- 2017 — Валерий Шадрин — почетный приз «За доблестное служение театру, честь, достоинство»
- 2017 — Кирилл Крок — почетный приз лучшему директору театра «За безупречную организацию театрального процесса»
- 2018 — Леонид Роберман — приз «За создание уникального негосударственного театра»
- 2018 — Марк Захаров — приз «Недосягаемый» — «За честь и достоинство»
- 2018 — Сергей Женовач — приз «Хрустальное восхождение»
- 2019 — Нонна Гришаева — приз «Хрустальный парус»[13]
- 2021 — Мария Аронова — приз «Лучший актерский дуэт»
- 2021 — Марк Варшавер — приз «За бережное сохранение театрального наследия»
- 2021 — Кирилл Крок — приз «Лучший театральный менеджер»
- 2023 — Коллектив Вахтанговского театра — приз «За уникальный проект «Вахтангов. Путь домой»
- 2024 — Владимир Иванов — приз «Мастер»
- 2025 — Коллектив Московского драматического театра имени А. С. Пушкина — номинация «Передача огня»